# Billboard Top Latin Albums
Latin Albums (conhecida anteriormente como Top Latin Albums) é uma parada musical de discos em idioma derivados do latim publicada pela revista norte-americana Billboard, sendo sua pesquisa feita pela Nielsen SoundScan.